# Richard III. (1955)
Richard III. ist eine britische Verfilmung des gleichnamigen Königsdramas von William Shakespeare. Laurence Olivier führte Regie und übernahm auch die Titelrolle. Der Film war zugleich die Abschlussarbeit innerhalb Oliviers so genannter Shakespeare-Trilogie. Die Welturaufführung von Richard III. fand am 16. April 1955 in London im Rahmen einer Royal Performance in Anwesenheit von Königin Elisabeth II. und ihres Gatten Prinz Philip statt. In den britischen Kinos war der Film ab dem 13. Dezember 1955 zu sehen. Die deutsche Erstaufführung des von der FSK ab 16 Jahren freigegebenen Dramas war am 14. Dezember 1956.

## Handlung
Nach der Krönung von Edward IV. zum englischen König trachtet sein verkrüppelter, machthungriger und skrupelloser Bruder Richard von Gloucester selbst nach dem Thron. Er spinnt Intrigen und knüpft Allianzen, um sich für eine etwaige Thronübernahme in Position zu bringen. Zuerst verlobt er sich mit der anfänglich noch sehr widerwilligen Lady Anne, deren Ehemann Edward einst von Richard umgebracht wurde. Anschließend denunziert er seinen Bruder Clarence beim König, indem er diesem Hochverratsabsichten unterstellt. Richard kann dem schwächlichen und kränklichen König die Vollmacht abringen, Clarence hinrichten zu lassen. Gleichzeitig lässt Richard das Gerücht verbreiten, dass Königin Elisabeth die Schuld an der Exekution von Clarence trägt.
König Edward will im Fall seines Bruders Clarence Gnade vor Recht ergehen lassen und widerruft das Todesurteil. Die Botschaft gelangt zu spät in den Tower of London, wo der Bruder eingekerkert auf seine Hinrichtung gewartet hatte. Denn Richard hat ihn unmittelbar zuvor von den gedungenen Halunken Dighton und Forrest heimtückisch ermorden lassen. König Edward erreicht diese Nachricht auf seinem Sterbebett, nachdem er seine Gattin Elisabeth und die mit ihr verwandten Günstlinge soeben mit den königstreuen Adeligen rund um Buckingham und Hastings versöhnt hatte, um seinem Land endgültig den lang ersehnten inneren Frieden zu geben.
Nach Edwards Tod setzt sich Richard persönlich an die Spitze der Eskorte, mit der der designierte zwölfjährige Thronerbe, der Prince of Wales, von Ludlow nach London geleitet werden soll. Doch Thronverweser Richard bringt den Jungen und seinen kleinen Bruder in den Tower, angeblich um den Fürsten von Wales auf die Thronbesteigung vorzubereiten. En passant lässt er auch die königstreuen Rivers und Dorset gefangen nehmen und hinrichten, da diese seinen Plänen gefährlich zu werden drohen. Sehr viel gefährlicher ist jedoch der treu zu Edwards Erben stehende Lord Hastings. Um auch ihn zu desavouieren, streut Richard das Gerücht, dieser habe sich mit Edwards einstiger Mätresse, Jane Shore, verbündet. Richards Intrigen haben Erfolg: Als mutmaßlicher Hochverräter landet Hastings unterm Fallbeil, und Jane Shore wird als Hexe diffamiert, König Edwards Tod durch Zauberei herbeigeführt zu haben.
Richard ist es gelungen, Buckingham auf seine Seite zu ziehen. Dieser soll im Volk die Stimmung zu Richards Gunsten beeinflussen, seinen vermeintlich gerechtfertigten Thronanspruch untermauern. Dazu wird das Gerücht gestreut, dass der Prince of Wales und dessen Bruder illegitime Söhne des verstorbenen Königs seien und somit keinen Anspruch auf den Königstitel hätten. Schließlich wird Richard von Gloucester zu Englands neuem König Richard III. gekürt. Um seine Macht ein für alle Mal zu sichern, versucht er Buckingham dazu zu gewinnen, die einzige verbliebene Konkurrenz, die gefangen gehaltenen, jugendlichen Prinzen, zu ermorden. Doch diesmal widersetzt sich Buckingham Richards schändlichem Ansinnen und flieht zu Henry Tudor, dem Grafen von Richmond. Dieser wirbt in aller Stille Truppen an, um dem beginnenden Schreckensregime Richards rasch ein Ende zu bereiten.
Von Lord Stanley, dem Stiefvater von Henry Tudor und zugleich einem Freund des hingerichteten Hastings, erfährt König Richard, dass sich etwas gegen ihn zusammenbraut. Noch einmal kann Richard das Heft des Handels in die Hand nehmen und lässt Buckingham verhaften. Vor der Entscheidungsschlacht gegen Tudors Truppen will er Buckingham in Salisbury hinrichten lassen. Die Schlacht von Bosworth wendet sich jedoch zu Ungunsten Richards, als Stanley und andere mächtige Adelige die Fronten wechseln und sich auf Henry Tudors Seite schlagen. Mit aller Kraft versucht der usurpatorische König seine Macht zu sichern, indem er versucht, in persönlichem Einsatz Tudor zu töten. Doch der Plan misslingt: Ehe er diesen Befreiungsschlag führen kann, fällt Richard III. im Kampfgetümmel durch das Schwert.

## Synchronisation
Die deutsche Synchronfassung entstand bei der Synchron Film GmbH, Hamburg. Martin Beheim-Schwarzbach schrieb das Dialogbuch und Edgar Flatau führte Regie.
| Figur                          | Darsteller         | Deutscher Sprecher    |
| ------------------------------ | ------------------ | --------------------- |
| Richard von Gloucester         | Laurence Olivier   | Peter Lühr            |
| Edward IV.                     | Cedric Hardwicke   | Eduard Wandrey        |
| Herzog von Buckingham          | Ralph Richardson   | Wolfgang Engels       |
| Königin Elisabeth              | Mary Kerridge      | Ursula Traun          |
| Prince of Wales                | Paul Huson         | Margot Leonard        |
| Henry Tudor, Graf von Richmond | Stanley Baker      | Wolfgang Schwarz      |
| Lord Stanley, sein Stiefvater  | Laurence Naismith  | C. W. Burg            |
| Dorset                         | Douglas Wilmer     | Kurt A. Jung          |
| Catesby                        | Norman Wooland     | Paul Edwin Roth       |
| Lord Hastings                  | Alec Clunes        | Gert Günther Hoffmann |
| Rivers                         | Clive Morton       | Heinz Klevenow        |
| Brackenbury                    | Andrew Cruickshank | Wolfgang Eichberger   |
| Mörder Dighton                 | Michael Gough      | Heinz Reincke         |
| Mörder Forrest                 | Michael Ripper     | Günther Jerschke      |
| Herzog von York                | Andy Shine         | Tonio von der Meden   |
| Bürgermeister von London       | George Woodbridge  | Carl Voscherau        |
| Norfolk                        | John Phillips      | Benno Gellenbeck      |

## Produktionsnotizen
Mit Richard III. beendete Olivier seine überaus ambitionierte filmische Adaption dreier Shakespeare-Werke. Dem vorausgegangen waren die gefeierten Inszenierungen Heinrich V. (gedreht 1943/44) und Hamlet (gedreht 1947).
Anders als seine beiden bisherigen Shakespeare-Kinoinszenierungen wurde Richard III. nur für einen einzigen Oscar nominiert: den für die beste Hauptrolle (Olivier). Den Akademiepreis gewann jedoch Yul Brynner für seine Leistung in Der König und ich.
Neben der exzellenten Kameraarbeit Otto Hellers wurde vor allem die Ausstattung gelobt. Die Filmbauten entwarf Roger K. Furse, sie wurden von seiner Kollegin Carmen Dillon umgesetzt.
Oliviers Regieassistent Gerry O’Hara übernahm häufig dann die Funktion eines Regisseurs (von rein technischen Abläufen), wenn Olivier aufgrund seiner Rolle vor die Kamera treten musste. Ein weiterer Mitregisseur Oliviers war Anthony Bushell.
Die von William Walton komponierte Filmmusik wurde unter der Leitung von Muir Mathieson vom Royal Philharmonic Orchestra eingespielt und vorgetragen.
Die Außenaufnahmen entstanden im spanischen Kastilien-La Mancha. Die Interieurs wurden in den Londoner Shepperton Studios gedreht.
Nach 1955 konnte Olivier keine Shakespeare-Verfilmungen mehr unter eigener Regie und Produktion umsetzen. Die Gründe: Die Einnahmen an den britischen Kinokassen fielen überaus enttäuschend aus, und auch auf dem zentralen Absatzmarkt, den USA, wo der Film am 11. März 1956 gestartet war, erwies sich Richard III. als wenig erfolgreich. Außerdem war zwischenzeitlich Oliviers wichtigster Finanzier, der Filmproduzent Sir Alexander Korda, im Januar 1956 gestorben. Erst 1965 kehrte Olivier mit einer Shakespeare-Rolle vor die Kamera zurück: Unter der Regie von Stuart Burge verkörperte er den Othello.
Die Produktionskosten betrugen etwa 6 Millionen Pfund. Die Einnahmen in Großbritannien lagen bei etwa 400.000 Pfund, die in den USA bei rund 2,6 Millionen Dollar.
Der Farbfilm wurde in Vistavision vorgeführt.

## Kritiken
Die nationale wie internationale Kritik lobte Oliviers Abschlusswerk innerhalb seiner Shakespeare-Trilogie nahezu durchgehend in den höchsten Tönen. Bemängelt wurde allenfalls die bühnenhafte Umsetzung. Die Evangelische Filmgilde empfahl den Film im Dezember 1956 als Besten Film des Monats.
Das große Personenlexikon des Films nannte Richard III. „eine weitere meisterliche Shakespeare-Adaption.“
Der Movie & Video Guide urteilte: „Elaborate if stagy version of Shakespeare‘s chronicle of insane 15th-century British king and his court intrigues.“
Halliwell’s Film Guide schreibt: „Theatrical but highly satifying filming of a splendidly melodramatic view of history. Interesting but not fussy camera movement, delightful sets (followed by disappointingly ‚realistic‘ battle) and superb performances.“
Bei Rotten Tomatoes ist über Richard III. zu lesen: „[It] was the final, crowning glory of the British studio system and the end of the great cycle of British films aimed at international audiences.“
Das Lexikon des internationalen Films urteilte: „Unterstützt von der souveränen Kamera und einem Ensemble kompetenter Shakespeare-Darsteller (allen voran der Regisseur), transponierte Olivier die dramatische Chronik klug, opulent und werkgetreu auf die Leinwand. Eine der wenigen gelungenen Dramenverfilmungen.“